# Dreiraumwohnung
Dreiraumwohnung ist eine deutsche Filmkomödie von Isabel Kleefeld aus dem Jahr 2021. Es ist die Fortsetzung des Films Zweibettzimmer, die Figuren basieren frei auf den Romanfiguren Ziemlich beste Freundinnen von Astrid Ruppert. Der Fernsehfilm wurde am 23. August 2021 erstmals im Fernsehprogramm des ZDF ausgestrahlt.

## Handlung
Konstanze ist eine fachlich kompetente Ärztin, die mit ihrem Perfektionismus eigentlich eine ideale Kandidatin für die freiwerdende Chefarztstelle ist. Bei der Auswahl durch ein externes Personalberatungsunternehmen kommen aber auch die Schwächen auf den Tisch, so weiß Konstanze auf die Frage nach Freunden kaum etwas zu antworten. Ihre Kollegin und Konkurrentin Marit scheint hier besser abzuschneiden. Dann steht am Nachmittag auf einmal noch Jackie vor ihrer Tür. Mit dieser hat sie vor drei Jahren in einer Rehaklinik ein Zimmer geteilt. Jackie hat ihre drei Kinder im Schlepptau und braucht wegen eines Wasserschadens in ihrer Wohnung Unterschlupf für eine Nacht. Jackie hat auch Sekt mitgebracht, damit die zwei Frauen auf ihr Wiedersehen anstoßen können.
Doch es soll nicht bei einer Nacht bleiben, angeblich sei der Wasserschaden am Wochenende nicht zu reparieren. Das bringt Konstanzes Leben gehörig durcheinander, denn auf einmal tritt Unordnung in ihre heile Welt. Konstanzes Kinder Malte und Lotte sind irgendwie ganz angetan von den Gästen, denn jetzt können sie mal Chips essen und Cola trinken, Malte spielt Ballerspiele und Lotte bekommt von Jackies Nichte Nachhilfe in Make-up. Die strengen Regeln ihrer Mutter hinsichtlich Ernährung oder Hausaufgaben werden durch die neue Situation jetzt auch in Frage gestellt. Da Konstanze neben ihrer Arbeit jetzt auch ständig den Dreck wegräumen muss und sich die Reparatur des Wasserschadens immer weiter verzögert, fährt Konstanze zu der Wohnung, wo sie erfährt, dass Jackie aus der Wohnung geflogen ist.
Konstanze möchte Jackie wegen der Lüge zur Rede stellen, doch diese überrascht sie damit, dass sie in Konstanzes Abwesenheit alles auf Vordermann gebracht hat. Als Konstanze die neuen pinken Gardinen entfernen möchte, fällt sie von der Leiter und bricht sich beide Arme. Jackie muss sich jetzt um Konstanze kümmern. Durch die Medikamente wird Konstanze lockerer, die beiden gehen in eine Karaokebar und schleppen zwei Polizisten ab. Am nächsten Morgen kommt es zum Streit zwischen den Frauen. Konstanze wirft Jackie ihren Lebensstil vor, dass sie gar keine Freunde seien. Jackie wirft Konstanze hingegen ihr durchdesigntes, steriles Leben vor. Auch dass Malte und Lotte ihr Sachen anvertrauten, die sie ihrer Mutter nicht sagten. Jackie verlässt daraufhin die Wohnung.
In der Klinik treffen sich die Frauen wieder. Jackie versuchte gerade bei Marit Hilfe für Konstanze zu organisieren. Es kommt zur emotionalen Aussprache, beide Frauen erkennen, dass sie doch befreundet sind. Da die neue Chefarztstelle jetzt aufgrund von Vetternwirtschaft weder mit Marit noch mit Konstanze besetzt wird, äußert Marit ihren Unmut und kündigt umgehend. Sie habe mittlerweile eine Stelle in Hamburg angeboten bekommen. Dadurch wird ihre Wohnung frei, sodass Jackie in diese einziehen kann.

## Produktion
Der Film wurde vom 3. März 2020 bis zum 13. Juni 2020 in Berlin und Umgebung gedreht.

## Soundtrack
Für den Soundtrack wurden unter anderem folgende Songs verwendet:
- Grover Washington (Just The Two Of Us)
- Bill Withers (Lean On Me)
- Dionne Warwick (I Say A Little Prayer)
- Status Quo (Whatever You Want)
- Elton John & Kiki Dee (Don’t Go Breaking My Heart)
- Frankie Valli & The Four Seasons (Oh, What A Night)
- Aretha Franklin (Respect)

## Rezeption

### Kritiken
Das Lexikon des internationalen Films vergibt für Dreiraumwohnung 2 von 5 Sternen und bezeichnet den Film als „Fortsetzung der mäßig witzigen Komödie ‚Zweibettzimmer‘“. Die Situationskomik sei einfallsarm, immerhin würden sich die Darstellerinnen redlich mühen. Über Oberflächlichkeiten bei der Konfrontation sozialer Gegensätze würde Dreiraumwohnung nicht hinauskommen.
Rainer Tittelbach bewertet den Film positiver und gibt ihm in seiner Besprechung auf tittelbach.tv insgesamt 4,5 von 6 Sternen. Er beschreibt den Film als sehenswert und lobt die teilweise sehr bösen Dialoge. Das Handlungsgerüst sei zwar dünn und die Geschichte die gleiche wie in Zweibettzimmer, allerdings sei es ein großes Vergnügen, den Hauptdarstellerinnen zuzuschauen. Für Carol Schuler sei die Chaosqueen eine Paraderolle, auch Anja Kling würde als Spaßbremse eine gute Rolle abgeben. Die junge Lene Oderich würde die Rolle der pubertierenden Tochter, die Anja Klings Rolle kräftig Kontra gibt, ausgezeichnet spielen. Dass Caroline Peters präsenter ist als im Vorgängerfilm, wird ebenfalls positiv beurteilt. Die Musik würde für gute Laune sorgen.

### Einschaltquoten
Bei seiner Erstausstrahlung am 23. August 2021 im ZDF sahen 4,39 Millionen Zuschauer den Film. Dies entsprach einem Marktanteil von 16,0 %.